# Miejska Przychodnia Specjalistyczna w Toruniu
Miejska Przychodnia Specjalistyczna w Toruniu – modernistyczny gmach przychodni specjalistycznej położony przy ul. Uniwersyteckiej 17, na Chełmińskim Przedmieściu w Toruniu. Jest to największy tego typu obiekt w mieście.
Dawniej była to siedziba Ubezpieczalni Społecznej (Miejskiej Kasy Chorych) przy ówczesnej ul. 3 Maja. Został zaprojektowany przez Kazimierza Ulatowskiego, na zlecenie Toruńskiej Kasy Chorych. Budynek zbudowano na rzucie litery „U”. Nad portalem wejściowym umieszczono supraportę z płaskorzeźbą autorstwa Ignacego Zelka, przedstawiającą pojenie osób spragnionych. W środku budynku znajdują się elementy zdobnicze w stylu art déco. Całkowity koszt budowy wyniósł 1 mln zł. Otwarcie gmachu miało miejsce 6 lutego 1931 roku.
W chwili oddania do użytku przychodnia dysponowała m.in. zakładem elektroleczniczym, ambulatoriami, urządzeniami do hydroterapii, stacją leczniczą dla chorób gruźliczych.
Po II wojnie światowej mieściła się tu Przychodnia obwodowa (później w strukturach Zespołu Opieki Zdrowotnej im. Kopernika, od marca 1994 w strukturze jednostki pod nazwą Szpital Miejski z Przychodnią Specjalistyczną). W 1996 roku gmach rozbudowano. Obiekt figuruje w gminnej ewidencji zabytków (nr 2098).